# Bachlawa
Bachlawa (do 14 lutego 1968 Bachlowa) – wieś w Polsce położona w województwie podkarpackim, w powiecie leskim, w gminie Lesko.
W latach 1975–1998 miejscowość administracyjnie należała do województwa krośnieńskiego.

## Części wsi
| SIMC    | Nazwa    | Rodzaj    |
| ------- | -------- | --------- |
| 0355571 | Za Sanem | część wsi |

## Historia
Miejscowość ta istnieje od 1376 roku, kiedy to stanowiła część założonej na prawie ruskim wsi Terpiczów. W roku 1427 Terpiczów, wraz z całym dorzeczem Hoczewki, stał się posiadłością należącą do Matiasza ze Zboisk (protoplasty rodu Balów z Hoczwi). Pozostawała własnością Balów do połowy XVII wieku. Od XVII wieku przyjęła się nazwa Bachlowa – wzięła się ona od zniekształconego nazwiska właścicieli. W połowie XIX wieku właścicielem posiadłości tabularnej w Bachlowej był Emilian Rylski. W 1896 dobra w Bachlawie, Hoczewie i Średniej Wsi nabył Stanisław Nowak od hr. Michała Zyberk Platera.
W 1921 roku liczyła 229 mieszkańców (w tym 187 grekokatolików). Obecna nazwa wsi funkcjonuje od 1968 roku.
W Bachlawie mieszkała oraz tworzyła Zofia Roś, uważana za najbardziej autentyczną rzeźbiarkę w Bieszczadach. Rzeźby jej autorstwa trafiły do kolekcji w kilkunastu krajach na całym świecie.